# Тарнувек (Нижньосілезьке воєводство)
Тарнувек (пол. Tarnówek, нім. Dornbusch) — село в Польщі, у гміні Польковиці Польковицького повіту Нижньосілезького воєводства.
Населення — 301 особа (2011).
У 1975-1998 роках село належало до Легницького воєводства.

## Демографія
Демографічна структура станом на 31 березня 2011 року:
|          | Загалом | Допрацездатний вік | Працездатний вік | Постпрацездатний вік |
| -------- | ------- | ------------------ | ---------------- | -------------------- |
| Чоловіки | 152     | 39                 | 101              | 12                   |
| Жінки    | 149     | 25                 | 93               | 31                   |
| Разом    | 301     | 64                 | 194              | 43                   |